# Флорис (Айова)
Флорис (англ. Floris) — місто (англ. city) в США, в окрузі Девіс штату Айова. Населення — 116 осіб (2020).

## Географія
Флорис розташований за координатами 40°51′50″ пн. ш. 92°19′56″ зх. д. / 40.86389° пн. ш. 92.33222° зх. д. (40.863933, -92.332276).  За даними Бюро перепису населення США в 2010 році місто мало площу 1,25 км², уся площа — суходіл.

## Демографія
Згідно з переписом 2010 року, у місті мешкало 138 осіб у 58 домогосподарствах у складі 41 родини. Густота населення становила 110 осіб/км².  Було 62 помешкання (49/км²).
Расовий склад населення:
| - 99,3 % — білих |

До двох чи більше рас належало 0,7 %. Частка іспаномовних становила 0,7 % від усіх жителів.
За віковим діапазоном населення розподілялося таким чином: 23,2 % — особи молодші 18 років, 55,8 % — особи у віці 18—64 років, 21,0 % — особи у віці 65 років та старші. Медіана віку мешканця становила 45,0 року. На 100 осіб жіночої статі у місті припадало 100,0 чоловіків;  на 100 жінок у віці від 18 років та старших — 100,0 чоловіків також старших 18 років.
Середній дохід на одне домашнє господарство  становив 54 295 доларів США (медіана — 44 286), а середній дохід на одну сім'ю — 63 016 доларів (медіана — 52 188). За межею бідності перебувало 20,9 % осіб, у тому числі 14,6 % дітей у віці до 18 років та 29,6 % осіб у віці 65 років та старших.
Цивільне працевлаштоване населення становило 67 осіб. Основні галузі зайнятості: виробництво — 20,9 %, роздрібна торгівля — 16,4 %, фінанси, страхування та нерухомість — 16,4 %.